# Stazione di Vernante
Stazione di Vernante vasútállomás Olaszországban, Vernante településen.

## Vasútvonalak
Az állomást az alábbi vasútvonalak érintik:
- Cuneo-Limone-Ventimiglia-vasútvonal

## Kapcsolódó állomások
A vasútállomáshoz az alábbi állomások vannak a legközelebb:
- Stazione di Limone Piemonte
- Stazione di Robilante